# Костомар (Акмолинская область)
Костомар (каз. Қостомар, до 2000 г. - Херсоновка) — село в Аршалынском районе Акмолинской области Казахстана. Входит в состав Булаксайского сельского округа. Код КАТО — 113451700.

## География
Село расположено в северной части района, на расстоянии примерно 49 километров (по прямой) к северу от административного центра района — посёлка Аршалы, в 22 километрах к западу от административного центра сельского округа — села Булаксай.
Абсолютная высота — 418 метров над уровнем моря.
Климат холодно-умеренный, с хорошей влажностью. Среднегодовая температура воздуха положительная и составляет около +3,8°С. Среднемесячная температура воздуха в июле достигает +20,0°С. Среднемесячная температура января составляет около -14,6°С. Среднегодовое количество осадков составляет около 415 мм. Основная часть осадков выпадает в период с мая по август.
Ближайшие населённые пункты: разъезд 102 — на юге, село Аккайын — на западе.
Близ села проходит автодорога областного значения — КС-31 «Восточный обход города Астана — станция Сарыоба».

## Население
В 1989 году население села составляло 344 человек (из них казахи — 60%, русские — 20%).

В 1999 году население села составляло 395 человек (192 мужчины и 203 женщины). По данным переписи 2009 года, в селе проживало 447 человек (219 мужчин и 228 женщин).
| Численность населения | Численность населения | Численность населения |
| 1989                  | 1999                  | 2009                  |
| --------------------- | --------------------- | --------------------- |
| 344                   | ↗395                  | ↗447                  |

## Улицы[8]
- ул. Алтынсарина
- ул. Есиль
- ул. Женис
- ул. Караоткель
- ул. Кокжиек
- ул. Кунаев
- ул. Курмангазы
- ул. Оркен
- ул. Сатпаев
- ул. Туран